# Port lotniczy Vestmannaeyjar
Port lotniczy Vestmannaeyjar – port lotniczy zlokalizowany w mieście Vestmannaeyjar, w Islandii.

## Linie lotnicze i połączenia
Od 12 września 2023 r. nie ma już regularnych komercyjnych lotów pasażerskich do i z lotniska Vestmannaeyjar.